# Hövede
Hövede ist eine Gemeinde im Nordosten des Kreises Dithmarschen in Schleswig-Holstein. Breitenberg liegt im Gemeindegebiet.

## Geographie
Hövede liegt im Nordosten von Dithmarschen zwischen Pahlen und Tellingstedt. Die Gemeinde liegt im größten Feuchtwiesengebiet Schleswig-Holsteins, der Eider-Treene-Sorge-Niederung.

## Nachbargemeinden
Nachbargemeinden sind im Uhrzeigersinn im Nordwesten beginnend die Gemeinden Pahlen, Dörpling, Tellingstedt und Schalkholz (alle im Kreis Dithmarschen).

## Geschichte
Erstmals erwähnt wurde Hövede im Jahre 1329 als van Hovede, welches sich wohl von „hövet“ für „Haupt“ ableitet und oft eine Quelle oder einen Vorsprung bedeutet.
Am 1. April 1934 wurde die Kirchspielslandgemeinde Tellingstedt aufgelöst. Alle ihre Dorfschaften, Dorfgemeinden und Bauerschaften wurden zu selbständigen Gemeinden/Landgemeinden, so auch Hövede.

## Politik
Die Gemeinde hat weniger als 70 Einwohner und damit nach § 54 der Gemeindeordnung für Schleswig-Holstein eine Gemeindeversammlung anstelle einer Gemeindevertretung. Der Gemeindeversammlung gehören alle wahlberechtigten Einwohner der Gemeinde an.

## Wirtschaft und Infrastruktur
Die Gemeinde lebt hauptsächlich von der Landwirtschaft. In dem Ort gibt es einen Hofladen, sowie eine Töpferei, welche ihre Produkte deutschlandweit absetzt.
Für die Infrastruktur ist Hövede auf das drei Kilometer entfernte Tellingstedt ausgerichtet. Dort befinden sich Einkaufsmöglichkeiten, Ärzte, Schulen und Kindergarten. Ein Gymnasium gibt es in keinem der beiden Orte.

## Sehenswürdigkeiten
Der Breitenberg, eine 40 Meter hohe Erhebung mit zwei von Eichen bewachsenen Grabhügeln, ist ein bei Radfahrten beliebtes Ausflugsziel, da es eine weite Aussicht über Teile der Norderdithmarscher Geest bietet. Eine weitere Sehenswürdigkeit ist die Höveder Töpferei.

## Verkehr
Durch das Dorf Hövede verläuft die Kreisstraße 46, die die größeren Nachbargemeinden Hövedes, Pahlen, Dörpling und Tellingstedt miteinander verbindet.